# Melkisedek (Bibelen)
Melkisedek er hebraisk for "Sedeq er min konge". Han var konge i Salem på Abrahams tid. I Hebr 7,2 omtales han som "Retfærdighedskonge" . Han var præst for "Gud den Højeste" og omtales tre steder i Bibelen: I 1 Mos 14,18ff, Sl 110,4 og i Hebr 7 – 8.
Melkisedek modtog Abram efter slaget mod Kedorlaomer og gav ham brød og vin og velsignede ham. I Sl 110,4 siges det:
"Du er præst for evigt
på Melkisedeks vis."
Det er en salme af David, hvor der profeteres om en Herre (konge), der skal komme og være præst og konge for evigt. Melkisedek bliver i Hebr 7-8 beskrevet som evig, uden begyndelse og ende. Han har ingen mor og ingen far. Hebræerbrevets konklusion er, at Jesus er denne konge, som skal regere for evigt. Det pointeres, at Melkisedek er større end Abraham og dermed det levitiske præstedømme, som nedstammer fra Abraham, fordi han er den velsignende, og fordi han er uden afstamning og afkom. Dermed bliver det slået fast, at Jesus er større end selv Melkisedek, fordi han er den fuldkomne arvtager.